# Concordia Egyetem (Oregon)
A Concordia Egyetem evangélikus magánintézmény volt az Amerikai Egyesült Államok Oregon államának Portland városában.
Az előkészítő iskolaként megnyílt Concordiában 1950-től folyt egyetemi képzés, a középfokú oktatást pedig 1977-ben leválasztották. Az oregoni campusok mellett a jogi képzés az Idaho állambeli Boise-ban folyt. Négy főiskolán 18 alapképzést kínáltak. A Concordia Cavaliers sportegyesület az NCAA II-es divíziójában, a Great Northwest Athletic Conference tagjaként játszott.
A 2020-as tavaszi szemeszter végén az egyház minden pénzügyi támogatást megvont, így az iskola bezárt. Az ápolóképzés gyorsított tantervvel a minnesotai campuson zajlik tovább.

## Története
Az iskolát 1905-ben alapították a térség egyre növekvő evangélikus közösségének papképzőjeként. 1950-ben főiskolával bővült, 1962-től pedig nőket is felvettek. 1968-ban az Északnyugati Főiskolák és Egyetemek Szövetsége akkreditálta.
1977-ben evangélikus egyházközségek és a portlandi evangélikus oktatási szövetség tulajdonába került a Portlandi Evangélikus Középiskola. Ekkor a Concordiáról leválasztották a középfokú képzést; első főiskolai évfolyama 1980-ban végzett, 1995-ben pedig az iskola egyetemmé alakult és bevezették a szemeszteralapú tanrendet. 2001-től MBA diplomákat is kiadtak, 2002-ben pedig a tanárképzési mesterszak online munkarendű lett.
2005-től ápolóképzés indult, majd megalakult az egészségtudományi intézet. 2009-től zenei képzés indult. 2012-re a hallgatói létszám elérte a 3100 főt.
A 2010-es évek elején az online képzések (főleg a tanárképzés) hallgatói létszáma megtöbbszöröződött: 2009 őszén nyolcszázan vettek részt az online mesterképzésben, öt évvel később pedig már 5400-an. 2016-ban a The Oregonian szerint a Concordia több tanárdiplomát adott ki, mint bármely más állami intézmény. Az online képzést a HotChalkkal való megállapodással bővítették; a 160 millió dolláros szerződés miatt az oktatási minisztérium vizsgálódni kezdett.
A jogi intézet első évfolyama 2015 augusztusában végzett. Dékánja Cathy Silak, az Idahói Legfelsőbb Bíróság bírója volt.
2020 februárjában az egyház bejelentette a pénzügyi támogatások megvonását, így április 25-én az intézmény bezárt. 2022 júniusában az Oregoni Egyetem megvásárolta a campust; 2023 őszétől itt működik az egyetem gyerekviselkedés-tudományi intézete.

## Campus
Az 5,3 hektáros campus Concordia városrészben, a U.S. Route 30 mentén helyezkedett el. A George R. White könyvtár 2009-ben nyílt meg. A főiskola a 18 méteres óratorony mellett egy 4600 négyzetméteres kollégiummal is rendelkezett.

## Oktatás
Az oktatás négy területen (tanárképzés, menedzsment, egészségtudomány és művészetek) folyt; az intézmény 18 szakot és húsz specializációt kínált. A Portlandi Közösségi Főiskolával duális képzési megállapodás állt fenn. Az intézményt az Északnyugati Főiskolák és Egyetemek Szövetsége akkreditálta.
Az iskola a U.S. News & World Report 2013-as regionális rangsorában a nyolcvanadik helyen állt.

## Sport
A Concordia Cavaliers 2015 és 2020 között az NCAA II-es divíziójában a Great Northwest Athletic Conference tagjaként, 1993 és 2014 között pedig a NAIA-ban, a Cascade Collegiate Conference tagjaként játszott. Színeik a tengerészkék és a fehér voltak. Az egyesületnek 14 válogatott csapata volt.
A Hilken stadion 2012-ben nyílt meg.

### Sikerek
Dan Birkey harminc éven át volt a férfilabdarúgó-csapat,  Grant Landy pedig 22 éven át a nőilabdarúgó-csapat vezetőedzője. A férfigolf-csapat 1997 és 2020 között az összes regionális tornát, továbbá a 2016-os Cavalier Invite-ot is megnyerte. Az atlétikacsapat (diszkosz- és kalapácsvetés, valamint gerelyhajítás és súlylökés) vezetőedzője Jarred Rome olimpikon és kétszeres nemzeti bajnok volt.

## Nevezetes személyek
- Dave Reichert, politikus[19]
- Don Benton, szenátor[20]
- Gregory N. Todd, a haditengerészet káplánja[21]
- Jay Ellis, színész[22]
- Paul Simon, szenátor[23]

## Fordítás
- Ez a szócikk részben vagy egészben  a   Concordia University (Oregon) című angol Wikipédia-szócikk ezen változatának fordításán alapul.  Az eredeti cikk szerkesztőit annak laptörténete sorolja fel. Ez a jelzés csupán a megfogalmazás eredetét és a szerzői jogokat jelzi, nem szolgál a cikkben szereplő információk forrásmegjelöléseként.